# OTAS
La OTAS è stata un'azienda automobilistica fondata a Torino nel 1969.

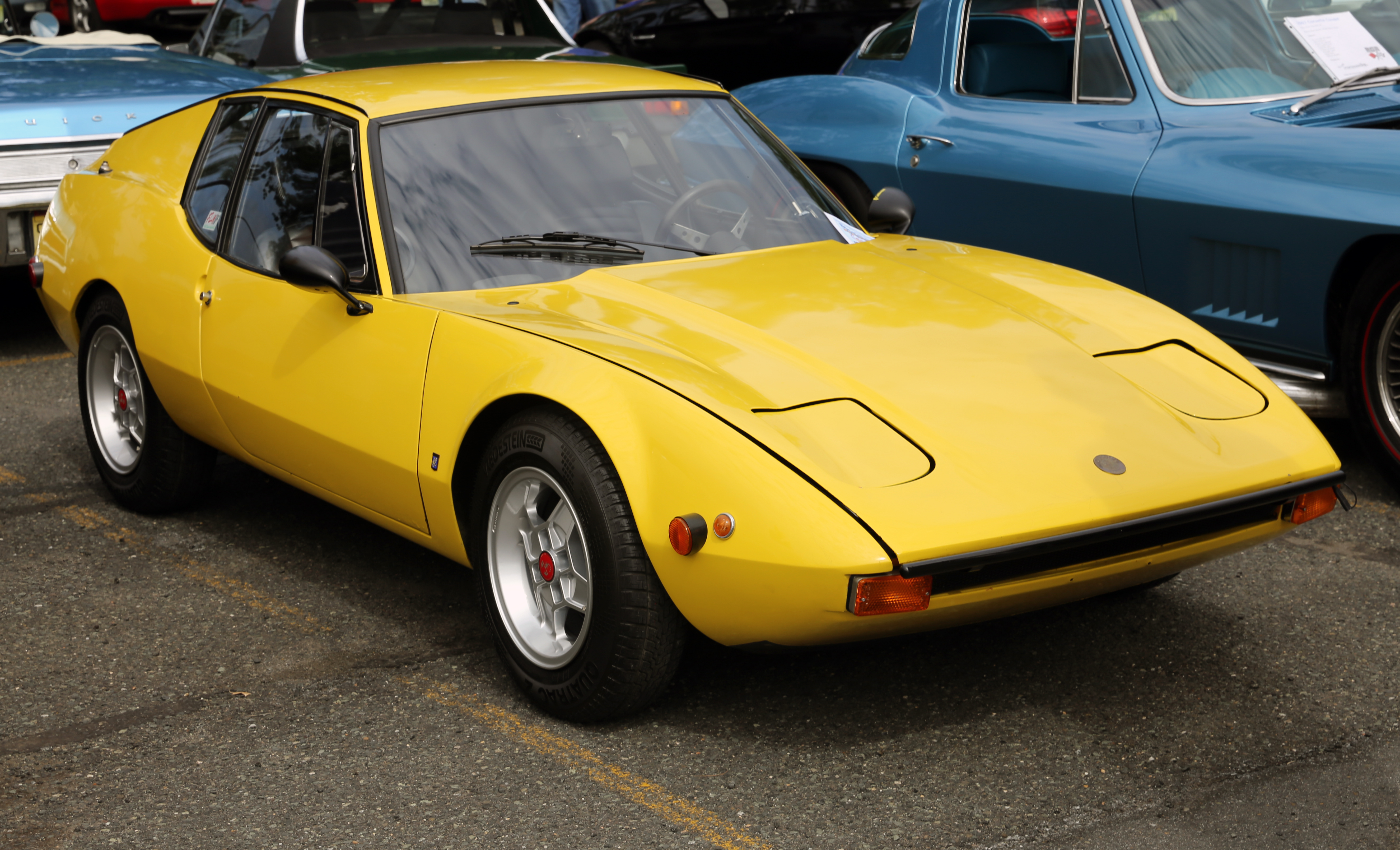
1971 OTAS Grand Prix 820cc

Dopo la morte di Domenico Giannini, il figlio Franco decise di abbandonare l'azienda paterna e di trasferirsi a Torino, dove con il preparatore Edoardo Zen costituì un'officina specializzata nella elaborazione di automobili per le competizioni, denominandola OTAS; acronimo di Officina Trasformazioni Auto Sportive.
Dato il prestigio di entrambi i tecnici la OTAS ebbe subito importanti commesse da molte aziende del settore come Fiat, Autobianchi, Abarth, Savio e Francis Lombardi, per la preparazione e lo sviluppo di modelli o prototipi sportivi. Particolare successo ebbero le riuscite trasformazioni su base Autobianchi Primula Coupé e Fiat 124 Sport Coupé.
La collaborazione con la casa vercellese Francis Lombardi fu particolarmente intensa e dedicata allo sviluppo del modello "Grand Prix" che, dal 1970, venne anche prodotto come "OTAS 820", nella versione destinata ai mercati statunitense e canadese.
Al Salone di Torino del 1970, la OTAS presentò l'interessante prototipo coupé "KL 112", su meccanica Autobianchi A112, disegnato da Aldo Sessano e venne annunciata l'imminente produzione della "Crazy-Car", una piccola dune buggy con carrozzeria in poliestere, su meccanica Fiat 500 F, anche vendibile in scatola di montaggio.
Probabilmente per difficoltà di omologazione il progetto non ebbe seguito e la OTAS chiuse i battenti nel 1971.